# 電子出版品
電子出版品可分為兩種類型：一為以實體的格式傳送資訊，如光碟、硬碟和軟碟；二為非實體的格式，透過網際網路傳送資訊，如線上資料庫或網路上的出版品。

## 與傳統出版品的不同
廣義來說，電子出版品與傳統以紙張為主的印刷品不同之處，在於其資訊儲存、傳輸，以及呈現的方式。有別於傳統以紙張來儲存呈現資訊，電子出版品是將資訊儲存在光碟或軟硬碟上，並藉由電腦螢幕或其他相容顯像設施來呈現。就資訊傳輸的方式而言，電子出版品利用的是大眾傳播管道及資訊高速公路（Information Superhighway）上重疊相連的網路將資訊送到讀者眼前，而傳統出版業則只是單純依賴著大眾傳播管道。

## 作為館藏的電子出版品
以館藏的角度來看，電子出版品是泛指電子式的資料，透過電傳通訊設備為管道所傳遞的資源，包括電子型式的書目、索引摘要資料、電子報、電子期刊、電子書、百科全書、年鑑、字典、統計資料、政府出版品等。